# シャイオ川

流路と流域
（SK：スロバキア、HU：ハンガリー）

シャイオ川 / サラナ川（ハンガリー語: Sajó、スロバキア語: Slaná、ドイツ語: Salz：ドイツ語名は「塩」を意味するシャイオ川の訳）はスロバキアとハンガリーを流れるティサ川の支流である。流水はティサ川と合流したのちドナウ川へと至る。
全長229km、流域面積12700km²。年間のうち1 - 2ヶ月は氷結し、夏から秋にかけて氾濫する。流水は主に雨水。
1241年に、バトゥ率いるモンゴル帝国軍とハンガリー王国軍との間で戦闘（モヒの戦い）が行われた。
流域の自治体には、スロバキアのロジュニャヴァ、トルナリャ、ハンガリーのプトノク、Sajószentpéter(en)、カジンツバルツィカ、ミシュコルツなどがある。